# Gonzalo de Sandoval
Gonzalo de Sandoval, né en 1497 à Medellín (province de Badajoz) et mort en 1528 à Palos de la Frontera (province de Huelva), est un conquistador espagnol qui a participé à la conquête de l'Empire aztèque aux côtés d'Hernán Cortés (1519-1521). 
Parti avec Cortés dès le début de l'expédition en 1519, il devient maire de Vera Cruz en 1520. Après la chute de l'Empire aztèque (1521) et la création de la Nouvelle-Espagne, il en est gouverneur par intérim, alors que Cortés est absent de la capitale, du 2 mars au 22 août 1527.  

## Biographie
Les royaumes de Castille et d'Aragon, réunis par le mariage d'Isabelle et de Ferdinand, se lancent en 1492 avec Christophe Colomb dans les expéditions outre-mer, peu après avoir mis fin à la présence musulmane dans la péninsule ibérique par la prise de Grenade (janvier 1492). Colomb découvre les îles des Caraïbes et colonise Hispaniola (Saint-Domingue). En 1511,Diego Velázquez de Cuéllar fait la conquête de Cuba, dont il devient gouverneur. 

### Origines et débuts
Gonzalo de Sandoval est un compatriote d'Hernán Cortés (1485-1547), né comme lui à Medellin, en Estrémadure, une région relativement pauvre du royaume de Castille. 
Gonzalo part vers 1515 pour Cuba, où il devient capitaine en 1518. 

### Débuts de l'expédition de Cortés (février-novembre 1519)
L’année suivante, il participe à l'expédition mise sur pied par Hernán Cortés à la suite du voyage au Yucatán et à San Juan de Ulúa de Juan de Grijalva en 1518. 
Il est le plus jeune officier dans l'expédition et le préféré des seconds de Cortés. 
L'escadre quitte Cuba en février 1519, alors que Cortés est en très mauvais termes avec le gouverneur Diego Velasquez de Cuellar. Cortés atteint San Juan le 21 avril et débarque le 22 sur le continent, à l'endroit où il fonde le 9 juillet Villa Rica de la Vera Cruz. 
Le 16 juillet commence la marche vers Mexico-Tenochtitlan, capitale de l'Empire aztèque. Cortés laisse une garnison à Vera Cruz avec Gonzalo de Sandoval comme chef, Juan de Escalante étant maire (alguazil mayor). 
Cortés arrive en novembre à Mexico où Moctezuma II le reçoit avec de grands honneurs et l'héberge dans un palais, avec sa suite. 

### Maire de Vera Cruz (1520)
Au début de l'année 1520, Vera Cruz est attaquée par des Indiens mexicas (l'ethnie principale de l'Empire aztèque). Juan de Escalante est tué, ainsi que quelques autres Espagnols. Gonzalo de Sandoval prend alors sa place à la tête de Vera Cruz.
À Mexico, les relations entre Cortés et les Aztèques se tendent, notamment à cause de cette attaque, et Moctezuma est pris en otage afin de garantir la sécurité des Espagnols.

### L'intervention de Narvaez (avril 1520)
La situation s'aggrave lorsque, en avril 1520, arrive à Vera Cruz une escadre envoyée par Diego Velasquez sous le commandement de Pánfilo de Narváez, dans le but d'arrêter Cortés, considéré comme un rebelle. Sandoval refuse de l'accueillir et arrête ses deux émissaires. Narvaez s'installe à Cempoala et entame des discussions avec des émissaires aztèques, leur annonçant que Cortés n'est plus protégé par le roi d'Espagne et qu'ils peuvent l'arrêter et le livrer. 
Informé, Cortés décide de revenir pour neutraliser Narvaez. Après avoir rejoint Sandoval à Vera Cruz, il attaque le camp de Narvaez qui est fait prisonnier par Sandoval au cours de la bataille (24 mai). C'est une victoire pour Cortés, qui obtient le ralliement des soldats de Narvaez.

### La retraite depuis Mexico-Tenochtitlan (juillet 1520)
Sandoval accompagne Cortés qui retourne ensuite à Mexico. La situation y est très mauvaise : les Aztèques se sont soulevés et assiègent les Espagnols. Cortés tente en vain de rétablir la situation. 
Après la mort de Moctezuma II (29 juin), il décide de quitter la ville. La nuit du 30 juin, les Espagnols passent en force, perdant un grand nombre des leurs au cours de la Noche Triste. Sandoval est à la tête de l'avant-garde. Le 7 juillet, l'armée en retraite est attaquée par les Aztèques à Otompan, mais réussit à remporter une victoire tout à fait inattendue, vu le rapport des forces initial. Cortés rejoint le territoire de ses alliés tlaxcaltèques et peut reconstituer son armée.
Sandoval conduit alors quelques expéditions contre les Aztèques autour de Tepeaca, où par la suite a été fondée la ville de Segura de la Frontera. Il attaque les Mexicas de Jalacingo, en représailles de l’attaque contre des soldats espagnols qui avaient abandonné les forces de Pánfilo de Narváez.

### Le siège de Tenochtitlán (mars-août 1521)
Il dirige la construction des brigantins utilisés lors du siège de Tenochtitlan (1521).
Il transporte ces brigantins par route en pièces détachées, et durant le transport, fait prendre un village appelé "le village mauresque" par les Espagnols, soit à Calpulalpa, soit à Sultepec. Sandoval détruit la ville, puis continue le transport des brigantins pour le siège de la ville.
À Tenochtitlan, il dirige l’attaque à partir de l’est. Lors du premier assaut, il appuie la tentative de Pedro de Alvarado de prendre le marché de Tlatelolco. Pendant l’assaut sur Tenochtitlan, un de ses hommes, García Holguín, capture Cuauhtémoc, qui est conduit devant Hernán Cortés. Il mène aussi les attaques contre les garnisons de Chalco et Tlamanalco.

### Après la victoire
En décembre 1521, Sandoval rencontre Cristóbal de Tapia, envoyé par la Couronne pour relever Cortés.
Sandoval est le patron de Citlalpopocatzin, un noble de Tlaxcala, baptisé avec le nom de Bartolomé.
Plus tard, il est envoyé vers Coatzacoalcos, pour pacifier Huatusco, Tuxtepec et Oaxaca. Il fonde ensuite la ville de Medellín en Tatatetelco, près de Huatusco et au sud de l’actuelle Veracruz ; il achève la pacification de Coatzacoalcos ; fonde le port d’Espíritu Santo sur le Pacifique ; prend la meilleure ville pour cela (Guaspaltepeque) ; et consolide la soumission de Centla, Chinautla et Tabasco. À Pánuco, il mate une insurrection indigène.

### Missions en Colima et au Honduras (1522-1524)
Après la déroute de Juan Rodríguez de Villafuerte face aux indigènes de la Valle de Tecomán conduits par le Rey Colimán (actuel État de Colima) en 1522, Cortés envoie Sandoval avec pour mission la conquête de ce territoire. À Caxitlán, cité indigène proche de la côte, Sandoval fonde la ville de Colima le 25 juillet 1523. En 1527, Francisco Cortés de San Buenaventura déplace la ville à son emplacement actuel et la rebaptise San Sebastián de Colima.
Sandoval suit Cortés au Honduras en 1524, où il est nommé alguazil et y reçoit diverses encomiendas, comme Xacona. 
Au retour, il est nommé alcalde de justice de la Nouvelle-Espagne, en remplacement de Marcos de Aguilar au conseil de gouvernement de la colonie.

### Retour en Espagne et décès (1528)
À la mi-avril 1528, il retourne en Espagne. Malade durant le voyage, il meurt à Palos de la Frontera peu de temps après avoir débarqué. Il est enterré au monastère de La Rábida. 
Bernal Díaz del Castillo, son ami et compagnon d’armes, écrit qu’il fut un bon juge et un bon administrateur, en plus d’être un excellent soldat.